# 桜色舞うころ/メロディー
『桜色舞うころ/メロディー』（さくらいろまうころ/メロディー）は、日本の歌手清木場俊介の通算14枚目となるシングル。2011年11月23日発売。

## 概要
デビュー10周年を記念したシングル。自身初のカバー・シングルだが、過去のシングルと一緒にカウントされている。
本作には、中島美嘉の「桜色舞うころ」と玉置浩二の「メロディー」が収録されている。過去に尾崎豊の楽曲のカバーやEXILE時代に制作した楽曲のセルフカバーをライブで披露したことがあるが、音源として発表されたのは初めてである。
「桜色舞うころ」のドラマ仕立てのミュージック・ビデオも制作されており、大和田健介と入山法子が出演。演出は中野裕之。
2011年12月5日付のオリコン週間シングルランキングでは29位を記録。清木場のシングルでは初めてTOP10入りを逃した作品となった。

## 収録曲
| #         | タイトル         | 作詞・作曲 | 編曲                                                                    | 時間  |
| --------- | ---------------- | ---------- | ----------------------------------------------------------------------- | ----- |
| 1.        | 「桜色舞うころ」 | 川江美奈子 | 曽我淳一（編曲、ストリングスアレンジ） 鎌田真吾（ストリングスアレンジ） | 5:10  |
| 2.        | 「メロディー」   | 玉置浩二   | 染谷俊（編曲） 鎌田真吾（ストリングスアレンジ）                         | 4:58  |
| 合計時間: | 合計時間:        | 合計時間:  | 合計時間:                                                               | 10:08 |

## 曲の解説
1. 桜色舞うころ
中島美嘉のカバー。
2. メロディー
玉置浩二のカバー。アルバムには未収録。

## 参加ミュージシャン
- 清木場俊介：Vocal
- 野崎真助：Drums
- 住吉中：Electric Bass
- 弥吉淳二：Acoustic Guitar
- 林こずえストリングス：Strings
- 曽我淳一：Piano, Programming

## 収録アルバム
桜色舞うころ
- LOVE SONGS 〜BALLAD SELECTION〜